# Chelsea Clark
Chelsea Clark (Toronto, 5 maggio 1998) è un'attrice canadese.
È conosciuta principalmente per il ruolo di Norah in Ginny & Georgia e il ruolo di Esme in Degrassi: Next Class.

## Biografia
Chelsea Clark ha frequentato il liceo Cardinal Carter Academy for the Arts a Toronto, Canada, dove studiava principalmente il violoncello. Dopo, ha frequentato l'Università di Toronto. Chelsea ha gareggiato a livello internazionale in gare di barca drago.

## Carriera
Clark è apparsa per la prima volta in televisione in un episodio di Rookie Blue nel 2010 e come Stacey in Life with Boys nel 2011.
Ha ottenuto un ruolo da protagonista come Esme Song per quattro stagioni della serie canadese Degrassi: Next Class dal 2016 al 2017. Per il suo ruolo di Esme Song, Clark è stata nominata come "Miglior attrice regolare o protagonista in una serie TV da 16 16 anni e più." ai Joey Awards 2017. Nello stesso anno, Clark è stata nominata e ha vinto come "Migliore attrice in un cortometraggio" ai Joey Awards 2017 per la sua interpretazione nel cortometraggio Blue Heart Emoji.
Nel 2019, Clark ha fatto parte dell'ensemble nominato all'ACTRA Award per Tokens, regia di Winnifred Jong, vincitore del premio canadese per il miglior schermo.
Nel 2021, Clark ha interpretato Norah, un membro del gruppo MANG (Max, Abby, Norah, Ginny) nella serie televisiva Netflix Ginny & Georgia.

## Filmografia

### Cinema
| 2010 | The Overture (cortometraggio)         | Geraldine |
| 2017 | Blue Heart Emoji (cortometraggio)     | Her       |
| 2018 | Greta Follows Rivers (cortometraggio) | Sasha     |
| 2019 | Resolve (cortometraggio)              | Allie     |

### Televisione
| Anno      | Titolo                                           | Ruolo                      | Informazione                                     |
| --------- | ------------------------------------------------ | -------------------------- | ------------------------------------------------ |
| 2010      | Rookie Blue                                      | Dhara Singh                | 1 episodio - Hot and Bothered                    |
| 2011      | Life with Boys                                   | Stacey                     | 3 episodi                                        |
| 2015      | The Stanley Dynamic                              | Chelsea                    | 5 episodi                                        |
| 2016      | Degrassi: Next Class Webisodes, miniserie online | Esme Song                  | Personaggio principale                           |
| 2016-2017 | Degrassi: Next Class                             | Esme Song                  | Personaggio principale –28 episodi               |
| 2018      | Good Witch                                       | Katie                      | 1 episodio - Match Game                          |
| 2019      | Tokens                                           | Roxy                       | 4 episodi                                        |
| 2020      | Let's Go Luna!                                   | uestEverq moneKati / Patra | 1 episodio- The Mystery of the Mask/Movie Monday |
| 2021      | Ginny & Georgia                                  | Norah                      | 10 episodi                                       |
| 2021      | Kung Fu                                          | Chloe Soong                | 2 episodi                                        |